# Ликодия-Эубея
Ликодия-Эубея (итал. Licodia Eubea) — коммуна в Италии, располагается в регионе Сицилия, подчиняется административному центру Катания.
Население составляет 3141 человек, плотность населения составляет 28 чел./км². Занимает площадь 111 км². Почтовый индекс — 95040. Телефонный код — 0933.
Покровительницей коммуны почитается святая Маргарита Антиохийская, празднование 20 июля.